# Manzanares (José María Dolls Samper)
Pour les articles homonymes, voir Manzanares et Samper.
José María Dolls Samper dit « Manzanares », né le 3 janvier 1982 à Alicante (Espagne) est un matador espagnol.

## Présentation
José María Dolls Samper est le fils de l'ancien matador José María Dolls Abellán, déjà surnommé « Manzanares ».
 En 2010, année tronquée par des blessures, il torée 47 corridas, coupé 74 oreilles et 2 queues.
Le 30 avril 2011, il obtient la grâce historique du toro Arrojado, de la ganadería Nuñez del Cuvillo, dans les arènes de Séville, ce que personne  n'a jamais fait avant lui. Cet évènement marque le point d'inflexion de sa carrière, le plaçant dans une situation de privilège qu'il sut conserver tout au long de la saison, et à Madrid notamment, avant de ratifier son rang à Séville à nouveau en 2011, coupant quatre oreilles à des toros de Victoriano del Rio. En 2011, il torée 54 corridas, coupe 98 oreilles et 4 queues.

### Carrière
- Débuts en novillada avec picadors : Nîmes (France, département du Gard) le 22 février 2002 aux côtés de David Luguillano et Juan Bautista. Novillos de la ganadería de Victoriano del Río.
- Alternative : Alicante le 24 juin 2003. Parrain, Enrique Ponce ; témoin, Francisco Rivera Ordóñez. Taureaux de la ganadería de Daniel Ruiz.
- Confirmation d’alternative à Madrid : 17 mai 2005. Parrain, César Jiménez ; témoin, Salvador Vega. Taureaux de la ganadería de Garcigrande.

## Voir aussi

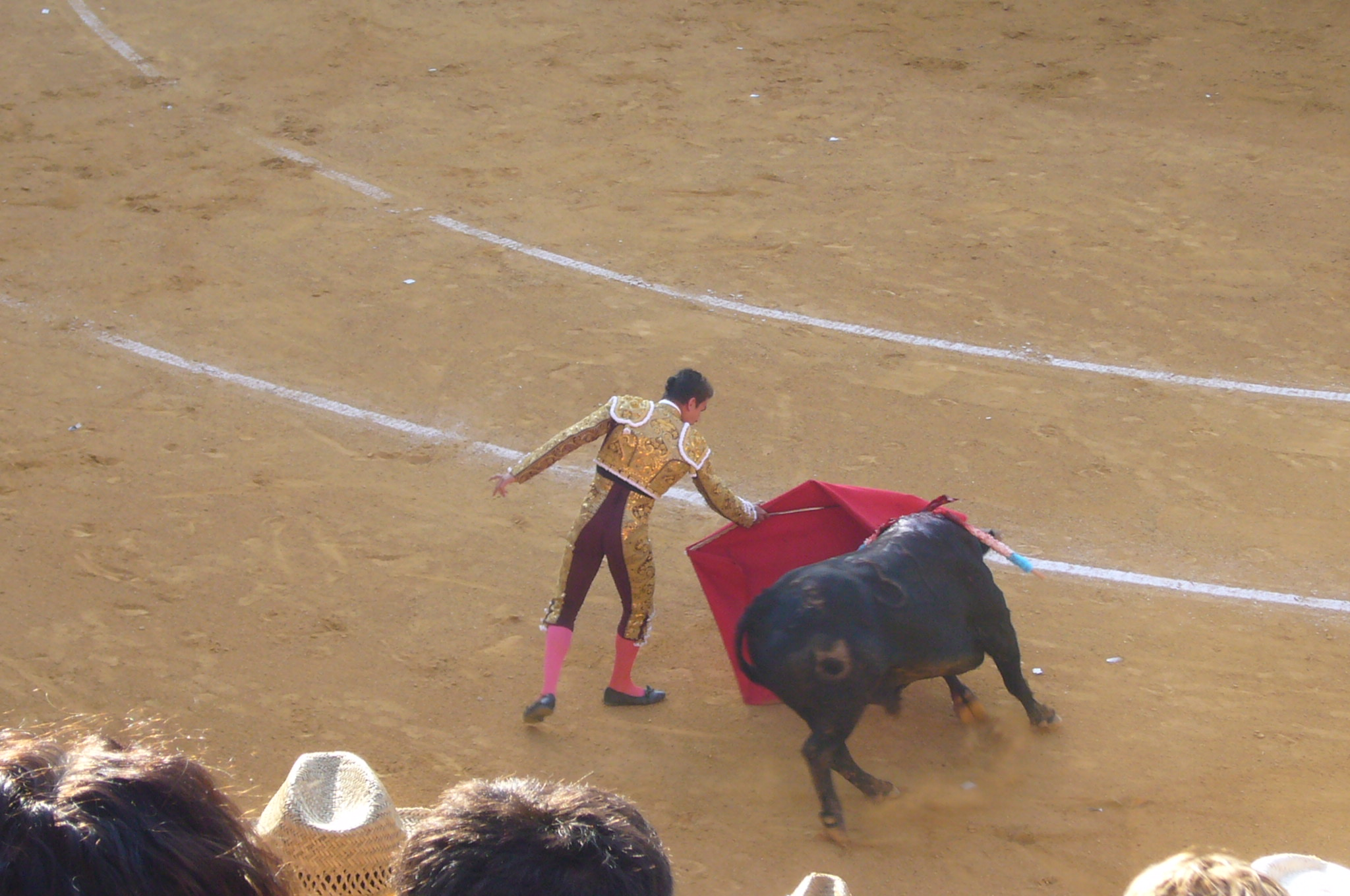
José María Manzanares à Alicante